# Campionato europeo di hockey su slittino 2016
Il IV Campionato europeo di hockey su slittino si è svolto a Östersund, Svezia, tra il 5 e il 10 aprile 2016

## Partecipanti
Sei le formazioni iscritte: 
 Rep. Ceca

 Germania

 Italia
 Norvegia

 Russia

 Svezia

## Formula
La formula è ritornata ad essere quella delle prime due edizioni, con la disputa un girone all'italiana di sola andata, senza play-off.

## Girone

### Incontri
| Östersund 5 aprile 2016, ore 12.00 CEST | Italia | 3 – 1 (1:1; 1:0; 1:0) referto | Germania | Östersund Arena Hall A |

| Östersund 5 aprile 2016, ore 15.00 CEST | Russia | 5 – 0 (1:0; 1:0; 3:0) referto | Rep. Ceca | Östersund Arena Hall A |

| Östersund 5 aprile 2016, ore 18.00 CEST | Norvegia | 2 – 0 (0:0; 2:0; 0:0) referto | Svezia | Östersund Arena Hall A |

| Östersund 6 aprile 2016, ore 12.00 CEST | Italia | 4 – 0 (1:0; 2:0; 1:0) referto | Rep. Ceca | Östersund Arena Hall A |

| Östersund 6 aprile 2016, ore 15.00 CEST | Norvegia | 5 – 1 (2:0; 0:1; 3:0) referto | Germania | Östersund Arena Hall A |

| Östersund 6 aprile 2016, ore 18.00 CEST | Russia | 16 – 1 (5:0; 6:1; 5:0) referto | Svezia | Östersund Arena Hall A |

| Östersund 7 aprile 2016, ore 12.00 CEST | Norvegia | 0 – 1 (0:1; 0:0; 0:0) referto | Italia | Östersund Arena Hall A |

| Östersund 7 aprile 2016, ore 15.00 CEST | Russia | 17 – 0 (4:0; 5:0; 8:0) referto | Germania | Östersund Arena Hall A |

| Östersund 7 aprile 2016, ore 18.00 CEST | Svezia | 0 – 1 (0:1; 0:0; 0:0) referto | Rep. Ceca | Östersund Arena Hall A |

| Östersund 9 aprile 2016, ore 12.00 CEST | Norvegia | 4 – 1 (0:0; 1:0; 3:1) referto | Rep. Ceca | Östersund Arena Hall A |

| Östersund 9 aprile 2016, ore 15.00 CEST | Germania       | 1 – 2 (0:0; 1:1; 0:0; 0:0; 0:1) referto | Svezia | Östersund Arena Hall A |
| \| \| \| \| \| \| Shootout 0 – 1 \| \|  |                |                                         |        |                        |
|                                         |                |                                         |        |                        |
|                                         | Shootout 0 – 1 |                                         |        |                        |

| Östersund 9 aprile 2016, ore 18.00 CEST | Russia | 4 – 1 (0:1; 2:0; 2:0) referto | Italia | Östersund Arena Hall A |

| Östersund 10 aprile 2016, ore 12.00 CEST | Germania | 1 – 2 (0:0; 0:0; 1:2) referto | Rep. Ceca | Östersund Arena Hall A |

| Östersund 10 aprile 2016, ore 15.00 CEST | Italia | 4 – 1 (1:1; 2:0; 1:0) referto | Svezia | Östersund Arena Hall A |

| Östersund 10 aprile 2016, ore 18.00 CEST | Russia | 9 – 0 (2:0; 3:0; 4:0) referto | Norvegia | Östersund Arena Hall A |

### Classifica
| Squadra   | P.ti | G | V | VOT | SOT | S | RF | RS | DR  |
| --------- | ---- | - | - | --- | --- | - | -- | -- | --- |
| Russia    | 15   | 5 | 5 | 0   | 0   | 0 | 51 | 2  | +49 |
| Italia    | 12   | 5 | 4 | 0   | 0   | 1 | 13 | 6  | +7  |
| Norvegia  | 9    | 5 | 3 | 0   | 0   | 2 | 11 | 12 | -1  |
| Rep. Ceca | 6    | 5 | 2 | 0   | 0   | 3 | 4  | 14 | -10 |
| Svezia    | 2    | 5 | 0 | 1   | 0   | 4 | 4  | 24 | -20 |
| Germania  | 1    | 5 | 0 | 0   | 1   | 4 | 4  | 29 | -25 |

## Classifica finale
| Pos.    | Squadra   |
| ------- | --------- |
| Oro     | Russia    |
| Argento | Italia    |
| Bronzo  | Norvegia  |
| 4       | Rep. Ceca |
| 5       | Svezia    |
| 6       | Germania  |

## Statistiche
Classifiche aggiornate al termine del torneo.

### Classifica punti
| Pos | Nome               | Nazionale | G | A | Pt |
| --- | ------------------ | --------- | - | - | -- |
| 1   | Nikolai Terentev   | Russia    | 9 | 9 | 18 |
| 2   | Konstantin Shikhov | Russia    | 8 | 9 | 17 |
| 3   | Dmitrii Lisov      | Russia    | 6 | 8 | 14 |
| 4   | Evgenii Petrov     | Russia    | 6 | 6 | 12 |
| 5   | Alexey Amosov      | Russia    | 5 | 7 | 12 |

### Classifica gol
| Pos | Nome                | Nazionale | G |
| --- | ------------------- | --------- | - |
| 1   | Nikolai Terentev    | Russia    | 9 |
| 2   | Konstantin Shikhov  | Russia    | 8 |
| 3   | Dmitrii Lisov       | Russia    | 6 |
| 3   | Evgenii Petrov      | Russia    | 6 |
| 5   | Florian Planker     | Italia    | 5 |
| 5   | Rolf Einar Pedersen | Norvegia  | 5 |
| 5   | Alexey Amosov       | Russia    | 5 |

### Classifica portieri
| Pos | Nome               | Nazionale | SOG | SVS | SVS%   |
| --- | ------------------ | --------- | --- | --- | ------ |
| 1   | Mikhail Ivanov     | Russia    | 30  | 29  | 96,67% |
| 2   | Gabriele Araudo    | Italia    | 30  | 28  | 93,33% |
| 3   | Santino Stillitano | Italia    | 37  | 33  | 89,19% |
| 4   | Simon Kunst        | Germania  | 64  | 57  | 89,06% |
| 5   | Michal Vapenka     | Rep. Ceca | 104 | 90  | 86,54% |